# Une fille d'Ève
Pour les articles homonymes, voir Une fille d'Ève (homonymie).
Une fille d’Ève est un roman d’Honoré de Balzac paru en feuilleton dans Le Siècle en décembre 1838 et janvier 1839, publié en volume chez Souverain en août 1839, puis dans l’édition Furne de 1842, où il prend place dans les Scènes de la vie privée de La Comédie humaine.

## Résumé
Le roman s'ouvre dans l'appartement cossu de Ferdinand du Tillet, « l'un des plus riches banquiers de Paris », qui, en 1831, a épousé Marie-Eugénie de Grandville, la dernière fille du comte de Granville, « l'un des plus célèbres noms de la magistrature française, et devenu pair de France depuis la révolution de Juillet ». La sœur aînée de celle-ci, Marie-Angélique de Vandenesse, épouse de Félix de Vandenesse, est avec sa sœur, et les deux femmes, très émues, viennent de se faire des confidences. Les deux sœurs sont très proches, ayant subi l'éducation pudibonde, rigoriste et dévote jusqu'à la bigoterie de leur mère : 

« Jamais filles ne furent livrées à des maris ni plus pures ni plus vierges : leur mère semblait avoir vu dans ce point, assez essentiel d'ailleurs, l'accomplissement de tous ses devoirs envers le ciel et les hommes. Ces deux pauvres créatures n'avaient, avant leur mariage, ni lu des romans ni dessiné autre chose que des figures dont l'anatomie eût paru le chef-d'œuvre de l'impossible à Cuvier, et gravées de manière à féminiser l'Hercule Farnèse lui-même. Une vieille fille leur apprit le dessin. Un respectable prêtre leur enseigna la grammaire, la langue française, l'histoire, la géographie et le peu d'arithmétique nécessaire aux femmes. Leurs lectures, choisies dans les livres autorisés, comme les Lettres édifiantes et les Leçons de littérature de Noël, se faisaient le soir à haute voix, mais en compagnie du directeur de leur mère, car il pouvait s'y rencontrer des passages qui, sans de sages commentaires, eussent éveillé leur imagination. Le Télémaque de Fénelon parut dangereux. La comtesse de Granville aimait assez ses filles pour en vouloir faire des anges à la façon de Marie Alacoque, mais ses filles auraient préféré une mère moins vertueuse et plus aimable. »

— Honoré de Balzac, Une fille d'Ève.
Leur seule consolation a été leur passion pour la musique et leur vieux maître de piano, ancien maître de chapelle, l'Allemand Wilhelm Schmucke, qui les appelle ses « saintes Céciles ».
Les deux femmes se sont rencontrées par hasard au théâtre. Marie-Angélique est venue demander à Marie-Eugénie un service que cette dernière ne peut lui rendre. Les deux sœurs se sont mariées assez tôt, mais, en dépit de la réussite sociale de leurs époux, elles ne sont pas heureuses. « Pour mon mari, je suis le porte-manteau de son luxe, l'enseigne de ses ambitions, une de ses vaniteuses satisfactions.[...] Ferdinand est sec et poli comme ce marbre, […] », confie ainsi Marie-Eugénie à sa sœur.
Quant à Marie-Angélique, elle a besoin d'argent, une somme dérisoire pour M. du Tillet, banquier cynique et sans scrupule, associé avec le baron de Nucingen, « futur pair de France », mais que sa sœur sans argent propre, étroitement contrôlée par son mari, ne peut aider.
En apparence, la sœur aînée a mieux réussi son mariage : son mari est plus libéral et humain, mais Marie-Angélique ne sait comment occuper ses journées. « En 1833, l'édifice de bonheur cimenté par Félix fut près de crouler, miné dans ses bases sans qu'il s'en doutât. Le cœur d'une femme de vingt-cinq ans n'est pas plus celui d'une femme de dix-huit, que celui de la femme de quarante n'est celui d'une femme de trente ans. »

« Le problème de la béatitude éternelle est un de ceux dont la solution n'est connue que de Dieu dans l'autre vie. Ici-bas, des poètes sublimes ont éternellement ennuyé leurs lecteurs en abordant la peinture du paradis. L'écueil de Dante fut aussi l'écueil de Vandenesse : honneur au courage malheureux ! Sa femme finit par trouver quelque monotonie dans un Éden si bien arrangé, le parfait bonheur que la première femme éprouva dans le Paradis terrestre lui donna les nausées que donne à la longue l'emploi des choses douces, et fit souhaiter à la comtesse, comme à Rivarol lisant Florian, de rencontrer quelque loup dans la bergerie. »

— Honoré de Balzac, Une fille d'Ève.
C’est donc l’ennui ordinaire de la femme au foyer, proie facile pour le poète Raoul Nathan, d'autant plus qu'un complot entoure leur rencontre. Si Marie-Angélique tombe amoureuse du littérateur (doté d'un petit talent et de beaucoup d'amour-propre), c'est parce qu'elle a été poussée dans ses bras à l'occasion d'une rencontre combinée par Lady Dudley, Natalie de Manerville et la veuve du comte de Kergarouët, née Émilie de Fontaine, et désormais épouse du frère de Félix, Charles de Vandenesse. Les trois femmes ont toutes des raisons plus ou moins personnelles d'être jalouses de Félix de Vandenesse.
Toutefois, l'ambitieux Nathan exige, pour mener à bien sa carrière politique, des finances très au-dessus des moyens de Florine, sa maîtresse, une actrice. Il fonde notamment un journal en association avec le « loup-cervier » Ferdinand du Tillet. Il se fait rouler par ses associés, tandis que ni Florine ni Marie-Angélique ne se doutent de rien… Ce n'est que pris à la gorge par ses engagements financiers signés en cascade qu'en désespoir de cause Raoul fait appel à la générosité de sa potentielle maîtresse. Nathan fait alors une tentative ratée de suicide.
Aussi la jeune femme va-t-elle recourir à un procédé courant chez les femmes amoureuses dans l'œuvre de Balzac : les lettres de change qu'elle fait signer par Wilhelm Schmucke. Peu instruite en matière financière, elle court à la catastrophe et à la prison pour dettes. Mais son mari et sa sœur, Marie-Eugénie (qui ose enfin braver son mari), la sauvent de justesse. La fin du roman prend une tournure de vaudeville (un genre dans lequel le dramaturge Nathan excelle) avec coups de théâtre et révélation publique de la double vie de Nathan.

## Apparitions furtives
C’est dans ce court roman que Félix de Vandenesse, le futur héros du Lys dans la vallée, fait une première apparition qui, selon le principe balzacien de « l'éclairage rétrospectif », nous apporte ici 
« le milieu d’une vie avant son commencement, le commencement après sa fin »
 C’est également la première apparition de Ferdinand du Tillet, que l’on retrouve dans César Birotteau.
Dans ce texte, qui n’est pas une œuvre majeure de Balzac, on a le sentiment que l’auteur fait courir un « galop d’essai » aux personnages composant son « monde balzacien ». Le poète Raoul Nathan, que l’on retrouve dans presque toute La Comédie humaine, y joue le rôle assez peu reluisant de séducteur et d’ambitieux croqueur d’économies. Il est ici assez proche de Melchior de Canalis, le poète à la fois arrogant et intéressé de Modeste Mignon.
De nouveau, Balzac se penche sur le sort des femmes mariées, sur les disparités sociales et éducatives. Il a une grande compassion pour son héroïne et pour sa naïveté, qui semble être le sort des individus insuffisamment instruits, en particulier les femmes.